# Frumentários
Os frumentários (em latim: frumentarii) teriam sido a primeira polícia secreta e política organizada da História, tendo existido no Império Romano do século III, sob a iniciativa do Imperador Adriano, que dava o sobrenome de Martire aos seus integrantes, em homenagem ao deus Marte. Roma usava de longa data informantes e espiões nos exércitos de ocupação e legiões romanas, mas nunca em uma forma organizada, mesmo na cidade de Roma, com seus sussurros e infindáveis conspirações. Tito utilizou os mensageiros especiais e assassinos da guarda pretoriana para levar a cabo execuções e liquidações (os Speculatores), contudo, eles pertenciam à Guarda e foram limitados em alcance e potência.

## História
Através do segundo século, a necessidade de um amplo serviço de informações no império era evidente. Mas mesmo um imperador não poderia facilmente criar um serviço nacional com o objetivo expresso de espionagem sobre os cidadãos do vasto território do Império Romano. Porém Adriano imaginou uma operação de grande escala e criou o frumentários. Existiam frumentários que eram, por exemplo, cobradores de milho em uma província, uma posição que trouxe a esse funcionário contato com os habitantes locais, suficiente para adquirir considerável inteligência sobre um determinado território. Adriano colocou em uso espiões. 
Conta-se uma história de que o frumentários leu uma carta dirigida a um homem do governo nas províncias, que, segundo a correspondência da sua mulher, amava banhos. Quando o funcionário solicitou uma licença, Adriano disse-lhe que não, argumentando que esse funcionário não deveria se entregar aos prazeres daquela forma.
Os frumentários rapidamente ganhou o ódio da sociedade. No terceiro século, a associação com os chefes do governo produziria graves repercussões. Diocleciano encerrou os frumentários por causa de seus abusos e reputação repugnante. A decisão do imperador lhe cedeu grande popularidade, mas um breve período depois, foi criado em seu lugar uma polícia política muito melhor organizada, os agentes nos assuntos. 